# Stráž nad Nežárkou
Stráž nad Nežárkou é uma cidade checa localizada na região da Boêmia do Sul, distrito de Jindřichův Hradec.